# Prosper Avril
Prosper Avril, född 12 december 1937 i byn Thomazeau nära Port-au-Prince, är en haitisk politiker. Han var Haitis president 17 september 1988-10 mars 1990.